# Een man van staal
Een man van staal is een Belgisch hoorspel uit de reeks Maskers en Mysterie. Het werd voor de BRTN in 1997 geschreven door Patrick Bernauw. De regisseur was Ugo Prinsen. De speelduur is 42 minuten. 

## Rolverdeling
- Marlène - Diane De Ghouy
- Laure - Annemarie Picard
- Pasqua - Walter Cornelis
- De nieuwslezer - Jan Cuypers

## Plot
In een verdachte bar voor de betere middenklasse hebben Marlène, de eigenares, en Laure, de dienster, net bezoek gehad van een politie-inspecteur. De politie stelt zich namelijk vragen bij een verdacht overlijden van de 74-jarige rentenier Honoré d'Éspavieux. Honoré was een vaste klant bij Marlène en het zou weleens kunnen dat de beide dames en hun vriend Maurice Pasqua Honoré uit de weg hebben geruimd om de erfenis te kunnen opstrijken...